# Iván Fernández (pallavolista)
Iván Fernández Maldonado (San Juan, 27 ottobre 1997) è un pallavolista portoricano, centrale dei Cafeteros de Yauco.

## Carriera

### Club
La carriera di Iván Fernández inizia nella Liga Atlética Interuniversitaria de Puerto Rico, giocando con la UPR Rio Piedras. Fa il suo debutto da professionista partecipando alla Liga de Voleibol Superior Masculino 2018 con i Gigantes de Adjuntas: nell'edizione seguente del torneo approda invece ai Cafeteros de Yauco. Dopo un lungo periodo di inattività, nel quale partecipa ad alcuni programmi televisivi, torna in campo nella NVA 2023, giocando per i Puerto Rico Pythons; concluso il torneo, nella Liga de Voleibol Superior Masculino 2023 è nuovamente di scena coi Cafeteros de Yauco.

### Nazionale
Fa parte delle selezioni giovanili portoricane, partecipando con l'Under-19 al campionato nordamericano 2014 e al campionato mondiale 2015, mentre con l'Under-21 è di scena al Coppa panamericana 2017.
Debutta in nazionale maggiore nel 2019, in occasione della NORCECA Champions Cup.